# Algonac (Míchigan)
Algonac es una ciudad ubicada en el condado de St. Clair en el estado estadounidense de Míchigan. En el Censo de 2010 tenía una población de 4110 habitantes y una densidad poblacional de 1.104,3 personas por km².

## Geografía
Algonac se encuentra ubicada en las coordenadas 42°37′17″N 82°32′6″O / 42.62139, -82.53500. Según la Oficina del Censo de los Estados Unidos, Algonac tiene una superficie total de 3.72 km², de la cual 3.71 km² corresponden a tierra firme y (0.42%) 0.02 km² es agua.

## Demografía
Según el censo de 2010, había 4110 personas residiendo en Algonac. La densidad de población era de 1.104,3 hab./km². De los 4110 habitantes, Algonac estaba compuesto por el 97.1% blancos, el 0.27% eran afroamericanos, el 0.73% eran amerindios, el 0.15% eran asiáticos, el 0% eran isleños del Pacífico, el 0.15% eran de otras razas y el 1.61% pertenecían a dos o más razas. Del total de la población el 1.27% eran hispanos o latinos de cualquier raza.